# Moledo (Castro Daire)
Moledo ist eine Gemeinde (Freguesia) im portugiesischen Kreis Castro Daire. In ihr leben 1049 Einwohner (Stand 19. April 2021).